# August Johann Georg Karl Batsch
August Johann Georg Karl Batsch   (Jena, 28 d'octubre de 1761 - Jena, 29 de setembre de 1802) fou un naturalista i botànic alemany. Va ser una autoritat reconeguda en el camp de la micologia, també va descriure noves espècies de falgueres, briòfits i plantes amb llavors.

## Biografia
Batsch va néixer a Jena i estudià a la seva universitat on es doctorà l'any 1781 i en medicina l'any 1786. A partir del mateix any ensenyà història natural a aquesta universitat.
Aconsellà Johann Wolfgang von Goethe repecte la recerca botànica d'aquest.
l'any 1790, Batsch fundà un jardí botànic a Jena, i el Naturforschende Gesellschaft ("Club de recerca de la natura").

## Botànica
Batsch descobrí gairebé 200 noves espècies de bolets incloent Clitocybe nebularis, Calocera cornea, Paxillus involutus i Tapinella atrotomentosa. i Versuch einer Anleitung zur Kenntniss und Geschichte der Pflanzen (Història de les plantes, entre 1787 i 1788). Versuch einer Anleitung... sobre les mallaties causades pels fongs.

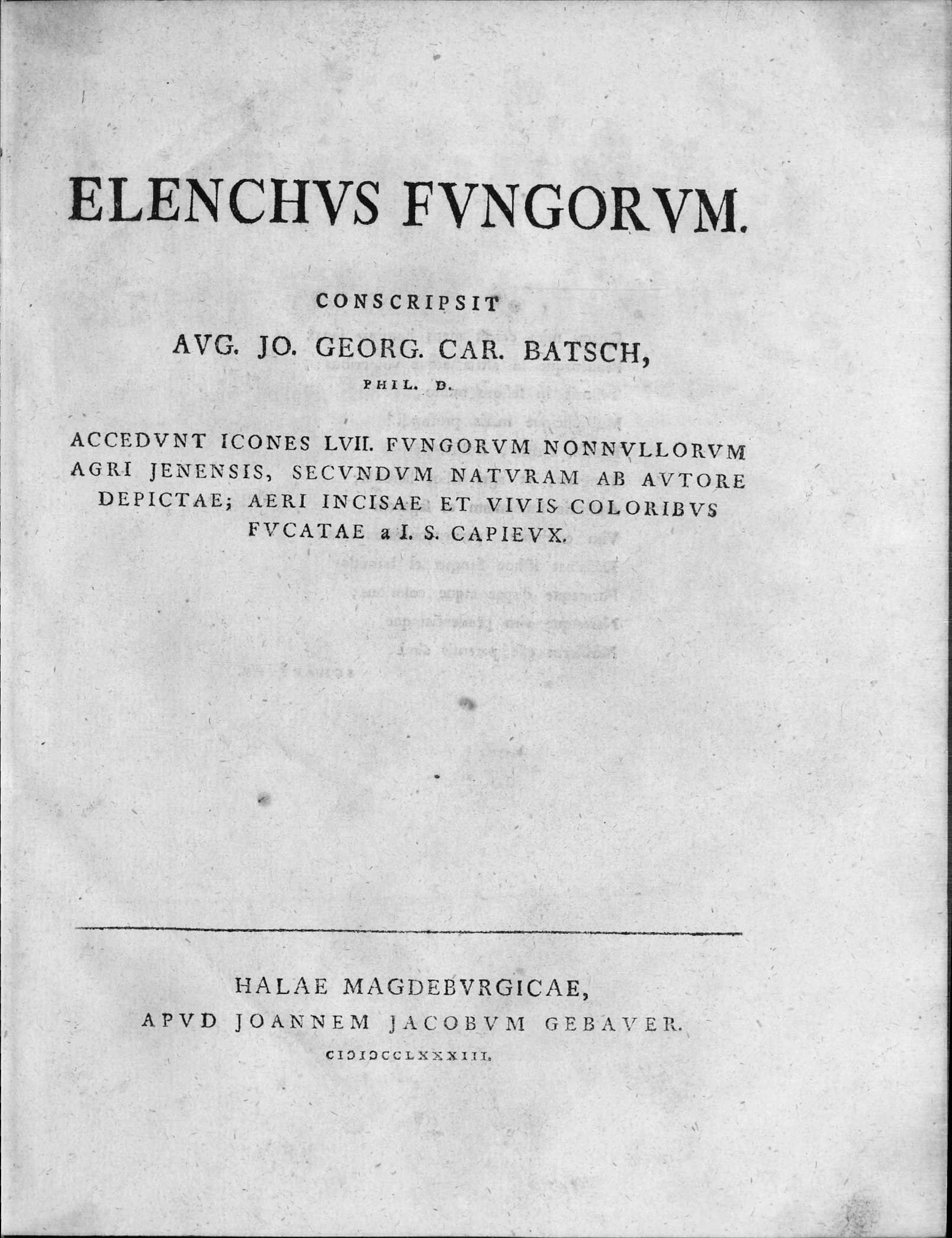
Elenchus fungorum, 1783

## Zoologia
Batsch va escriure Versuch einer Anleitung, zur Kenntniß und Geschichte der Thiere und Mineralien, für akademische Vorlesungen entworfen, und mit den nöthigsten Abbildungen versehen. La primera part (Erster Theil) Allgemeine Geschichte der Natur; besondre der Säugthiere, Vögel, Amphibien und Fische Sobre mamífers, ocells, amfibis i peixos aparegué el 1788.Part segona (Zweyter Theil). Besondre Geschichte der Insekten, Gewürme und Mineralien sobre els insectes, cucs i minerals es va publicar l'any següent, 1789.